# Ongrys
Ongrys – polskie wydawnictwo komiksowe z siedzibą w Szczecinie, działające od 2008 roku, założone przez Leszka Kaczanowskiego. Specjalizuje się głównie w komiksach z okresu PRL.
W 2010 wydawnictwo otrzymało nagrodę dla najlepszego polskiego wydawcy komiksów przyznawaną przez organizatorów Międzynarodowego Festiwalu Komiksu w Łodzi.

## Wydane pozycje

### Komiksy polskie
- 30 lat Tajfuna – w hołdzie Tadeuszowi Raczkiewiczowi
- Cyrk Bum tarara
- Dziewięć milimetrów[5]
- Gapiszon
- Historya Jedynaczka, historya Jedynaczki
- Josephine
- KKK 25. Antologia
- Kapitan Szpic
- Kapitan Żbik
- Legendy bydgoskie – Bydgoszcz w legendzie
- Metacom
- Piraci z Wysp Szczęśliwych
- Planeta robotów: Sto twarzy Profesora Harsmana
- Profesor Filutek
- Tim i Miki w Krainie Psikusów
- To rozśmiesza, to porusza... Czar komiksów Tadeusza!
- Witek Sprytek i inne opowieści
- Wydział 7

#### Andrzej Janicki
- Andrzej Janicki: Napalony na komiks
- Aurora
- Red

#### Jerzy Wróblewski
- Brunatny Pająk
- Czterej pancerni i pies
- Hernán Cortés i podbój Meksyku
- Huczące Colty
- James Hart
- Kapitan Jasny
- Kapitan Kirb
- Montana
- My nigdy nie śpimy
- Nie z tej ziemi
- Pościg za cieniem
- Powrót Baxtera
- Przygody Szeregowca Kromki
- Ringo
- Rycerze prerii
- Skarb Irokezów
- Skarb Tarzana
- Szeryf miasta Hope
- Tajemnica starego zamku
- Tarzan
- Tom Texas
- Zemsta faraona

#### Szarlota Pawel
- Bunt krasnoludków
- Indiańska próba
- Kubuś Piekielny
- Przygody Żąbielka i inne opowieści

#### Tadeusz Baranowski
- Antresolka Profesorka Nerwosolka
- Ecie-Pecie o wszechświecie, wynalazku i komecie
- Historia wyssana z sopla lodu
- Jak ciotka Fru-Bęc uratowała świat od zagłady
- Na wypadek wszelki woda, soda i Bąbelki (oraz Kudłaczki)
- Naukowa to jest kwestia, znowu się zjawiła bestia
- Orient Men: Śmieszy, tumani, przestrasza
- Podróż smokiem Diplodokiem
- Porady Praktycznego Pana
- Przepraszam, remanent
- Skąd się bierze woda sodowa
- To doprawdy kiepska sprawa, kiedy bestia się pojawia
- W pustyni i w paszczy

#### Tadeusz Raczkiewicz
- Zawisza Czarny
- Wszystkiego najlepszego Bąbelku!
- Dwa lata wakacji
- Kawaler de Lagardere
- Kuśmider i Filo
- Piętnastoletni kapitan
- Tadeusz Raczkiewicz: Komiksy nieznane
- Tajemnica czerwonego Tepee
- Tajemnica Kamiennego Lasu
- Tajfun
- Tom Monk

### Komiksy frankofońskie
- Bruce J. Hawker
- Bruno Brazil
- Comanche
- Howard Flynn
- Jonathan
- Kiwu
- Kryształowy miecz
- Lester Cockney
- Opowieści historyczne
- Ramiro
- Ringo
- Rodryk
- Saga Valty
- Skład główny
- SOS dla szczęścia
- Spadająca gwiazda. Marilyn Monroe
- William Vance - Ilustracje
- Władcy chmielu
- Zygfryd

### Komiksy brytyjskie
- Sędzia Dredd: Kompletne akta
- Sędzia Dredd: Rewolucja